# Рудня (Луцький район)
Ру́дня — село в Україні, у Луцькому районі Волинської області. Входить до складу Рожищенської міської громади. Населення становить 618 осіб.

## Географія
Село розташоване на лівому березі річки Стир.

## Історія
У 1906 році село Рожиської волості Луцького повіту Волинської губернії. Відстань від повітового міста 23 верст, від волості 3. Дворів 41, мешканців 251.
12 червня 2020 року, згідно з розпорядженням Кабінету Міністрів України  № 708-р, село увійшло до складу Рожищенської міської громади.
19 липня 2020 року, в результаті адміністративно-територіальної реформи та ліквідації Рожищенського району, село увійшло до складу новоутвореного Луцького району.

## Населення
Згідно з переписом УРСР 1989 року чисельність наявного населення села становила 563 особи, з яких 273 чоловіки та 290 жінок.
За переписом населення України 2001 року в селі мешкало 618 осіб.

### Мова
Розподіл населення за рідною мовою за даними перепису 2001 року:
| Мова       | Відсоток |
| ---------- | -------- |
| українська | 99,84 %  |
| російська  | 0,16 %   |

## Релігія
2006 року зареєстровано громаду сіл УПЦ КП Рудня, Ольганівка і Валер'янівка. Чин заснування Божого дому та поставлення хреста здійснено у 2007 році. 2012-го громада перейшла до новозбудованої святині. В листопаді 2015-го освятили храм Архістратига Михаїла.